# Dubravci (Netretić)
Dubravci je naselje u Republici Hrvatskoj, u sastavu Općine Netretić, Karlovačka županija. 

## Stanovništvo
Prema popisu stanovništva iz 2001. godine, naselje je imalo 195 stanovnika te 59 obiteljskih kućanstava. U odnosu na ostala naselja Općine, ovo naselje zbog blizine grada Duge Rese, dobrog prometnog položaja na staroj riječkoj cesti (cesta D3)  bilježi najmanji prirodni pad stanovništva.

## Kultura
Kulturno umjetničko društvo KUD Paurija osnovano 2001. godine djeluje u mjestu Dubravci. Broji 30 aktivnih članova koji neprestance promiću tradicijske običaje i prirodne vrijednosti ovoga kraja. Već dugi niz godina, društvo organizira manifestaciju pod imenom Jesen u Pauriji na kojemu se prikazuju gostujuća društva te stare seoske igre poput izvlačenja vina na hebar.
| broj stanovnika | 146   | 157   | 134   | 180   | 168   | 209   | 188   | 245   | 571   | 352   | 331   | 253   | 262   | 296   | 195   | 161   | 152   |
|                 | 1857. | 1869. | 1880. | 1890. | 1900. | 1910. | 1921. | 1931. | 1948. | 1953. | 1961. | 1971. | 1981. | 1991. | 2001. | 2011. | 2021. |